# Marquesat de Sezzadio
El marquesat de Sezzadió fou una jurisdicció feudal d'Itàlia al Piemont, originada per una divisió de la família dels Aleramici.
Aleram (segle X) va tenir un fill de nom Anselm (I). Els llaços dinàstics entre Anselm i els seus successors estan poc documentat pels estudiosos i les genealogies publicades sovint entren en desacord. No obstant es creu que d'Anselm I i Gisela (o Gisla) de Vicenza, que potser era la filla del marquès Adalbert II de Toscana, van néixer Anselm II i Obert que van donar lloc, respectivament, a la línia de marquesos del Vasto (la línia tradicionalment anomenada així tot i que el nom no és l'adequat) i la de marquesos de Sezzadio.
La línia de Sezzadio va estar formada per un altre Obert (Obert II) i per un Otobert (" Autbertus ") potser corregnant amb Obert II, i es va extingir en la línia masculina; la darrera descendent es va casar amb Anselm IV del Vasto, però aquest havia mort el 1080 i sembla que la vídua es va casar llavors amb Bonifaci del Vasto, germà i hereu d'Anselm IV, que així va reconstituir la integritat del patrimoni de la família. El matrimoni va topar amb l'oposició del papa Gregori VII, que el va considerar "incestuós", però Bonifaci va mantenir el control de Sezzadio. D'aquest enllaç van néixer Bonifaci, fundador del marquesat d'Incisa, i una filla, que fou promesa al rei Lluís VI de França, matrimoni que se'n va anar en orris quan el papa va anul·lar el matrimoni.

## Llista de marquesos
- Obert I, inicis del segle X
- Obert II, fill
- Otobert (germà)
- Una filla d'Obert II casada amb Anselm IV del Vasto (+1079)
- Bonifació del Vasto 1080